# Sebastià Albalat i Bernal
Sebastià Albalat i Bernal (18 de febrer de 1907- Barcelona, 5 de novembre de 1966), fou un instrumentista, compositor i promotor català de la música jazzística i del swing.

## Biografia
La història d'Albalat ens ofereix un cas de vocació vers un art determinat, un model de perseverança en superar dificultats i un exemple de continuïtat en aconseguir un grau de perfeccionament i alhora d'adaptació als corrents moderns de la seva especialització musical.
Als set anys va ingressar a l'Escolania de Montserrat, on va cursar els primers estudis musicals. Més tard va iniciar el seu aprenentatge a les arts gràfiques a les Escoles Salesianes de Sarrià mentre seguia els seus estudis musicals; de les caixes i motlles va passar a la mecànica i al garatge realitzava preferentment les seves pràctiques. Va ser en aquesta època organista de les escoles i se cita la anècdota que el teclat de l’orgue l'havia de netejar freqüentment amb benzina a conseqüència d’aquesta duplicitat d'activitats.
Va deixar la mecànica i va ingressar en una oficina per disposar de més temps pels seus estudis i als divuit anys, després d’haver actuat com a director d’una companyia de titelles, va iniciar la seva vida professional.
Formà part de diverses agrupacions que actuaven per les principals capitals d’Europa. Ingressa a la Companyia Transatlàntica Francesa com a principal component de la orquestra dels seus vaixells de luxe. A Berlín tractà coneixement amb el saxofonista americà Danny Polo, d’aquella amistat neix en Albalat la febre del jazz i forma part com a saxo en diverses orquestres d’aquella capital.
Tornà a Barcelona, li plouen les ofertes, decidí estudiar quina s'adaptava millor al seu temperament i escull la Napoleon’s, més tard forma part de la Crazy Boys. Miuras de Sobré, Plantación i Martin de la Rosa.
Com a compositor destaca en números melòdics com: Triste mar, Sueña nenita, Mío serás, Ensueño, ... i en swing amb el Café negro, Colorado, Negrolandia, tots ells de gran èxit.
També va crear un petit conjunt anomenat Albalat y su ritmo amb el que va obtenir ressonants èxits, destacant-se entre els últims de la seva composició: Ensueño, una divina melodia i ¿Baila usted?, fox swing de gran caràcter.
Un músic del qual en coneixem molta producció, moltes anècdotes i sabem el prestigi de que gaudia entre els seus companys però no hi ha família directa ni testimonis que ens puguin donar dades de la seva intensa vida personal.  
A grans trets, va ser un multi-instrumentista que tocava saxos, clarinet, piano, acordió i orgue electrònic entre d'altres, un promotor de formacions vocals com el Trio Vocal Hermanas Russell i Albalat y su ritmo con los 5 Harmónicos, un músic que va formar part de les principals orquestres del nostre país els anys 30 i 40: Napoleon´s,  Crazy Boys, Miuras de Sobré, Plantación i Martín de la Rosa. Treballador del cinema als anys 50 amb el director català Ignasi Farrés, (més conegut com a Ignacio F. Iquino), va fer moltes sessions com a músic de convocatòria per l'enregistrament de discos a La Voz de su Amo, on va ser un dels principals responsables els anys 50 i principi dels 60. Al Festival de la Canción Mediterránea de principi dels anys 60 també se’l podia veure tocant l’orgue electrònic, així com a les orquestres de TVE quan feien programes en directe.
Els anys 40 van triomfar al món de l'espectacle tres germanes americanes: les Andrews Sisters. Eren tres veus harmonitzades que interpretaven temes amb swing i una miqueta de jazz, amb una posada en escena elegant. Discos i cinema van escampar el repertori de les Andrews Sisters. Sebastià Albalat va prendre nota i en va fer una versió espanyola: el Trio Vocal Hermanas Russell, neix l'any 1943 i va ser una rèplica digna de les originals americanes.  
Sebastià Albalat, en la seva vida de músic professional va treballar en diverses formacions que actuaven a les principals capitals d'Europa. Va ingressar a la Companyia Transatlàntica Francesa com a principal component dels conjunts dels seus vaixells de luxe. A Berlín hi es va produir un fet determinant a la seva carrera: va conèixer el clarinetista-saxofonista americà Danny Polo i d'aquella amistat li va néixer a Albalat la febre pel jazz. Va formar part, com a saxo, a diverses orquestres de Berlín. Danny Polo era un bon músic que havia tocat amb l'orquestra del francès Ray Ventura i posteriorment amb el conegut jazzman americà Jack Teagarden i fins i tot va compartir escenari amb Miles Davis. El jazz va apassionar Albalat i va aconseguir fer sonar el clarinet i el saxo amb bon swing.
Sebastià Albalat va tornar a Barcelona i tenia moltes ofertes per actuar a orquestres professionals. Primer va començar tocant a l'Orquesta Napoleon's, més tard va entrar als Crazy Boys, després Miuras de Sobré, Plantación i Martín de la Rosa. Aquesta llista que us acabem de donar és de la flor i nata de les orquestres dels anys 40.
Luis Cuenca, un dels humoristes més famosos del Paral·lel dels anys 50 i 60, va ser el protagonista de la pel·lícula Quiéreme con música que l’any 1957 va rodar el director català Ignasi Farrés, conegut artísticament com a Ignacio F. Iquino. La música era del mestre Casas Augé i Sebastià Albalat no tan sols va enregistrar la banda sonora sinó que va sortir en pantalla i el podeu admirar fent malabarismes amb saxo i clarinet a YouTube.
A finals dels anys 50 els músics de Barcelona demanaven la participació de Sebastià Albalat pels seus enregistraments. Si als anys 40 li deien Albalat el enciclopédico, ara ja li deien l’avi Albalat, tot i que tenia només 50 anys.
Amb el seu orgue electrònic molt rudimentari, un Solovox que no podia fer acords, va participar en un dels millors discos del moment, un LP del guitarra elèctrica Fernando Orteu de 1960 per a la casa SAEF amb Ricard Roda al saxo, Joan Anton Calvet a la bateria, Frank Dubé a l'acordió, Eduardo Gracia al contrabaix, Josep Matas al vibràfon, Domingo Portuguès al saxo i Lleó Borrell al piano i arranjaments.
Últim disc on consta la participació de Sebastià Albalat a l'orgue, l'any 1963 amb Manolo Cubedo a la guitarra elèctrica i el mestre Lleó Borrell al piano i arranjaments.
Última presència discogràfica de Sebastià Albalat en un disc d'encàrrec que possiblement no va estar a les botigues i que té data de publicació el 1966. El segell Mayang era una petita marca del seu antic company de La Voz de su Amo, el tècnic Josep Alier.

## Obra
Sebastià Albalat i Bernal va compondre diverses obres, entre les quals destaquen Carmela Castillo o Sor Angélica, obra escènica estrenada el 24 d'abril de 1943 al Teatre Victoria de Barcelona; Tres solteronas, opereta en un acte estrenada al mateix teatre el 3 d'abril del 1944; Medianoche (1943), Sueña nenita (1941), Te olvidaste de mí (1944), ¿Baila usted? (1942), Adiós Catalina (1958). Així mateix, va participar en la composició de Beso de despedida, cançó original del film "Buscando Fama"; Buenas noches, de la pel·lícula "Aquella noche en Río"; Con mi borriquillo, cançó nadalenca; Honolulu, cançó creada per a la pel·lícula Honolulu; Mamá Mamma I wanna make rhythm; Mi vaca lechera; Panaderos de la flamenca, de la colección de bailes populares españoles; Rapsodia valenciana; Sara Juana, del film I dood it; Sueño; Tarde de fútbol; ¡Guau guau!; ¡Oh papi!; ¡Qué va!; Si yo tocara bien la concertina i ¡Oh Mari!.